# Crețulescupaleis
Het Crețulescupaleis, Roemeens: Palatul Creţulescu, is een historisch gebouw in de hoofdstad Boekarest van Roemenië. Het staat in de buurt van het Cişmigiupark. Het gebouw komt uit 1902 en werd door Petre Antonescu ontworpen.
Sinds 1972 is het paleis het hoofdkwartier van het Europees Centrum voor Hoger Onderwijs van UNESCO, ook wel bekend als CEPES, voor Centre Europeén pour l'enseignement supérieure.